# Listă de dirijoare

## A
Dilbar Abdurahmonova⁠(d)
Rosalina Abejo⁠(d)
Beatrice Jona Affron⁠(d)
Evelyne Aïello⁠(d)
Sebrina María Alfonso⁠(d)
Sylvia Alimena
Virginia Allen
Marin Alsop⁠(d)
Josefina Álvarez-Ierena
Toniann Amadio
Yuuko Amanuma⁠(d)
Eva Anderson⁠(d)
Nvart Andreassian⁠(d)
Elfrida Andrée⁠(d)
Antoniette Arnold
Fanny Arnsten-Hassler
Dalia Atlas⁠(d)
Ana-Maria Avram
Lidia Axionov

## B
Jennifer Bailey⁠(d)
Ruth Bakke⁠(d)
Chiara Banchini⁠(d)
Kathleen Ash Barraclough
Nyela Basney
Rossitza Batalowa
Suzette Battan
Giovanna di Bella
Susanne Bellinghausen
Giselle Ben-Dor
Swetlana Bezrodnaya
Joan Bickers
Anja Bihlmaier⁠(d)
Emelyne Bingham
Elke Mascha Blankenburg⁠(d)
Radosweta Bojadshiewa
Victoria Bond⁠(d)
Saskia Boon
Linda Bouchard⁠(d)
Nadia Boulanger⁠(d)
Gena Branscombe⁠(d)
Ilona Braun
Andrée-Claude Brayer
Antonia Brico⁠(d)
Carolyn Broe
Tamara Brooks⁠(d)
Beatrice Brown
Emily Brown⁠(d)
Iona Brown⁠(d)
Elaine Browne
Anna Sophie Brüning
Monica Buckland Hofstetter
Larysa Bukhonska
Miriam Burns

## C
Sylvia Caduff⁠(d)
Sarah Caldwell⁠(d)
Carmen Bulgarelli Càmpori⁠(d)
Susan Campos⁠(d)
Karina Canellakis⁠(d)
Janet Canetty-Clarke⁠(d)
Gabriella Carli⁠(d)
Carmen Maria Cârneci
Joana Carneiro⁠(d)
Teresa Carreño⁠(d)
Lucinda Carver
Elena Casella⁠(d)
Kathryn Cathcart
Caroline Charrière⁠(d)
Marietta Cheng
Chris Childs⁠(d)
Maria Chu
Alicia Coduras⁠(d)
Laurie Cohen⁠(d)
Catherine Comet⁠(d)
Vivian Conejero
Nicoletta Conti
Fiora Contino⁠(d)
Graziella Contratto⁠(d)
Lorna Cooke de Varon
Carol Crawford⁠(d)

## D
Sandra Dackow
Sonja Dalgren
Mary Davenport Engberg⁠(d)
Alondra de la Parra⁠(d)
Sonia Marie De Leon de Vega⁠(d)
Annunziata De Paola
Karen Lynne Deal⁠(d)
Susan Deaver
Margery Deutsch
Yvette Devereaux⁠(d)
Gabriela Díaz-Alatriste
Florica Dimitriu
Christina Domnick
Deborah Drattell⁠(d)
Berta Drechsler Adamson
Agnieszka Duczmal⁠(d)
Veronika Dudarova⁠(d)
Marie-Jeanne Dufour⁠(d)
Teri Dunn

## E
Leslie Eckstein
Morna Edmunson
Sian Edwards⁠(d)
Henriëtte Eikenaar
Gina Enríquez
Laurence Equilbey⁠(d)
Elsa Evangelista⁠(d)

## F
Inge Fabricius
JoAnn Falletta⁠(d)
Alicia Farace
Susan Farrow
Valérie Fayet⁠(d)
Denise Fedeli
Ángeles Calahorra Fernándes
Tara Flandreau
Kamila Fojtova
Nicolette Fraillon⁠(d)
Deborah Freedman
Elisabeth Fuchs⁠(d)
Akiko Fujimoto⁠(d)

## G
Marianna Gabbi
Elisabetta de Gambarini⁠(d)
Kay Gardner⁠(d)
Olga Géczy
Hortense von Gelmini⁠(d)
Marisol Gentile
Gisèle Gérard-Tolini⁠(d)
Patricia Ghyoros
Claire Gibault
Susanne Gläß⁠(d)
Jane Glover⁠(d)
Elisavet Gogou
Tania Goldstein
Chiquinha Gonzaga⁠(d)
Edith Gordon
Clio Gould⁠(d)
Konstantia Gourzi⁠(d)
Mirga Gražinytė-Tyla⁠(d)
Mary Woodmansee Green
Ali Groen
Evelyn Groesch
Liza Grossman
Agnes Grossmann⁠(d)
Marie Gruner
Maria Guinand⁠(d)

## H
Ellen Habitzruther
Sabine Haenebalcke
Marjorie Hahn⁠(d)
Susan Haig
Emmanuelle Haïm⁠(d)
Marianne Halder
Denise Ham
Janice Hamer
Patricia Handy
Ruth Haroldson
Anne Harrigan
Margaret Harris⁠(d)
Cynthia Hazzard
Marjory Henke
Gertrude Herlitzk
Janet Heukeshoven
Iva Dee Hiatt
Sarah Hatsuko Hicks⁠(d)
Marta Hidy⁠(d)
Margaret Hillis⁠(d)
Caroline Hills
Inga Hilsberg⁠(d)
Paula Holcomb
Imogen Holst⁠(d)
Janice Homer
Margaret Horne
Linda Horowitz
Priscilla Howard⁠(d)
Apo Hsu⁠(d)
Martha Hughes⁠(d)
Alicia Hund
Fionnuala Hunt
Janna Hymes-Bianchi

## I
Sarah Ioannides⁠(d)

## J
Laura Jackson⁠(d)
Marie Jacquot⁠(d)
Gisela Jahn⁠(d)
Sara Jobin⁠(d)
Joyce Johnson⁠(d)
Ann Howard Jones⁠(d)
Julia Jones⁠(d)

## K
Wanda Kalunsky
Karen Kamensek⁠(d)
Wasfi Kani⁠(d)
Vita Kapralova
Cynthia Katsarelis
Roberta Kaufman-Stalzer
Karen Keltner
Ruth Kemper⁠(d)
Cornelia von Kerssenbrock⁠(d)
Johanna Kinkel⁠(d)
Eve Kisch
Mary Ellen Kitchens
Susan Kitterman
Camilla Kolchinsky⁠(d)
Paraskevi Kontogianni
Tetyana Kopylova
Valentina Kopylova⁠(d)
Kimberly Kovacs
Agnieszka Kreiner-Bogdanska
Kristine H. Kresge
Judith Kubitz⁠(d)
Blanka Kulinska
Elisabeth Kuyper⁠(d)

## L
Marcia La Reau
Veronique Lacroix
Bun-Ching Lam⁠(d)
Claudette Laureano
Brenda Lynne Leach
Cynthia LeBlanc
Ethel Leginska⁠(d)
Iris Lemair
Karla Lemon
Tania Leon⁠(d)
Hsiao-Lin Liao
Marta Linz⁠(d)
Silke Löhr⁠(d)
Diana Loomer
Ramona Luengen⁠(d)
Natalia Luis-Bassa⁠(d)
Oksana Lyniv⁠(d)

## M
Marsha Mabrey⁠(d)
Sarah MacDonald⁠(d)
Olga Machonova-Pavlu
Gillian Mackay⁠(d)
Maria Makraki⁠(d)
Susanna Mälkki⁠(d)
Joana Mallwitz⁠(d)
Viera Manaskova
Eugenia Manolides⁠(d)
Anne Manson⁠(d)
Mme Maurice Maquet of Lille
Kirsten Marshall
Carolann Martin
Jennifer Martin⁠(d)
Odaline de la Martinez⁠(d)
Elisabetta Maschio⁠(d)
Silvia Massarelli⁠(d)
Yoko Matsuo
Isabel Mayagoitia⁠(d)
Lisa Maria Mayer
Alessandra Mazzanti
Melissa McBride⁠(d)
Anne McGinty⁠(d)
Eva Michnik
Rebecca Miller⁠(d)
Tania Miller⁠(d)
Amy Mills⁠(d)
Annick Minck
Zorica Mitev-Vojnovic
Tarquinia Molza⁠(d)
Elena Moneak
Mary Carr Moore⁠(d)
Carmen Moral⁠(d)
Alicja Mounk⁠(d)
Elizabeth Muir-Lewis
Anne Muller⁠(d)
Thea Musgrave⁠(d)
Dominique My
Sheila Myers

## N
Sandy Neel
Miriam Nemcova
Kerstin Nerbe⁠(d)
Clementine Neuray
Caroline Nichols⁠(d)
Tomomi Nishimoto⁠(d)
Maria Nistor
Carolin Nordmeyer⁠(d)
Veronica Nulty-Scully

## O
Chean See Ooi
Marie-Louise Oschatz
Cosima Sophia Osthoff
Clotilde Otranto
Nevilla Ottley
Tera de Marez Oyens⁠(d)
Inci Ozdil
Anne Randine Øverby

## P
Nicole Paiement
Alondra de la Parra⁠(d)
Rita Peiretti
Cinzia Pennesi⁠(d)
Susanna Pescetti
Frédérique Petrides⁠(d)
Romely Pfund⁠(d)
Gwendolyn Phear
Karen Pinoci
Gabriela Piszkalikova
Julia de Plater
Aurelia Pollak
Nataliya Ponomarchuk
Eva Pons⁠(d)
Dianne Pope

## Q
Helen Quach⁠(d)
Eve Queler⁠(d)
Andrea Quinn⁠(d)

## R
Michelle Rakers
Emily Ray
Bridget-Michaele Reischl
Kathleen Riddick⁠(d)
Stefania Rinaldi
Kay George Roberts⁠(d)
Susan Robinson⁠(d)
Teresa Rodríguez⁠(d)
Annerose Röder⁠(d)
Elena Romero⁠(d)
Zenaida Castro Romeu⁠(d)
Mihaela Silvia Roșca
Alma Rosé⁠(d)
Marieddy Rossetto
Ruth Sandra Rothstein
Barbara Rucha
Catherine Rückward
Vivian Adelberg Rudow⁠(d)
Isabelle Ruf-Weber
Luisa Russo⁠(d)

## S
Sara Salisbury
Hedy Salquin⁠(d)
Sylvia Sanz Torre
Antonia Sarcina⁠(d)
Dorothy Savitch
Madeline Schatz
Jeannette Scheerer
Bettina Schmitt
Maria Schneider
Ines Schreiner
Barbara Schubert
Elizabeth Schulze
Karen Schulze-Koops
Laura E. Schumann
Natalie Schwarzer
Eva Seinerova
Elizabeth Sellers
Maja Sequeira
Inma Shara⁠(d)
Anna Margaret Shefelbine
Virginia Short
Karmina Silec
Vlasta Skampova
Ruth Slade
Elaine Smith⁠(d)
Marjorie Smith⁠(d)
Ethel Smyth⁠(d)
Giedrė Šlekytė⁠(d)
Joanidia Sodré
Chloé van Soeterstède
Natalia Sokolova⁠(d)
Judith Somogyi
Ekaterina Sonntag
Jeanette Sorrell
Ethel Stark⁠(d)
Emma Steiner⁠(d)
Frances Steiner⁠(d)
Patricia Stenberg
Jane Stewart⁠(d)
Elizabeth Stoyanovich
Christine Strubel
Marg Stubington
Nathalie Stutzmann⁠(d)
Danica Suarez
Ebba Sundstrom⁠(d)
Shi-Yeon Sung⁠(d)
Mabel Swint Ewer

## T
Anu Tali
Susan Porter Tall
Kate Tamarkin
Carla-Maria Tarditi
Gabriela Tardonova
Carmen Helena Téllez⁠(d)
Alicia Terzian⁠(d)
Mélanie Thiebaut
Karen P. Thomas⁠(d)
Virginia Tillotson
Jade Tinkler
Maria Elena Tobon
Annunziata Tomaro
Gwen Treasure
Marioara Trifan⁠(d)
Maria Tunicka
Barbara Day Turner

## V
Zdenka Vaculovicova
Lorraine Vaillancourt⁠(d)
Katalin Váradi
Monica Vasques
Claude Vial
C. Paige Vickery
Loes Visser⁠(d)

## W
Janice Wade
Donna Walker
Frances Walton
Hsiao-Lan Wang
Nan Washburn
Lara Webber
Eleanor Weinberger
Carmen Studer Weingartner
Josephine Weinlich⁠(d)
Manuella Weiss
Johanna Weitkamp
Sybille Werner
Joyce Williams⁠(d)
Amy Wilson⁠(d)
Antonia Joy Wilson⁠(d)
Keri-Lynn Wilson⁠(d)
Zofia Wislocka
Diane Wittry⁠(d)
Gladys Wolge
Rachel Worby
Chantal Wuhrmann⁠(d)
Mary Wurm⁠(d)

## X
Lisa Xanthopoulou⁠(d)

## Y
Barbara Yahr⁠(d)
Wing-sie Yip⁠(d)
Simone Young⁠(d)
Yukari Ishimoto⁠(d)

## Z
Agnieszka Żarska⁠(d)
Victoria Zhadko⁠(d)
Jiemin Zhang⁠(d)
Xian Zhang⁠(d)
Zheng Xiaoying⁠(d)
Marilena Zlatanou⁠(d)